# Kazimierz Jędrzej Sawicki
Kazimierz Jędrzej Sawicki, poljski general, * 1881, † 1971.